# 알렌목화쥐
알렌목화쥐(Sigmodon alleni)는 비단털쥐과에 속하는 설치류이다. 멕시코 서부의 토착종으로 분포 지역은 시날로아주부터 오아하카주 사이이다. 열대 지역과 혼합림에서 생활한다. 풀밭에 통로를 내고, 암석 아래 풀밭의 식물 속에 둥지를 만든다. 분포 지역에서 숲 파괴로 위협을 받고 있다.